# Ashokas inskrifter

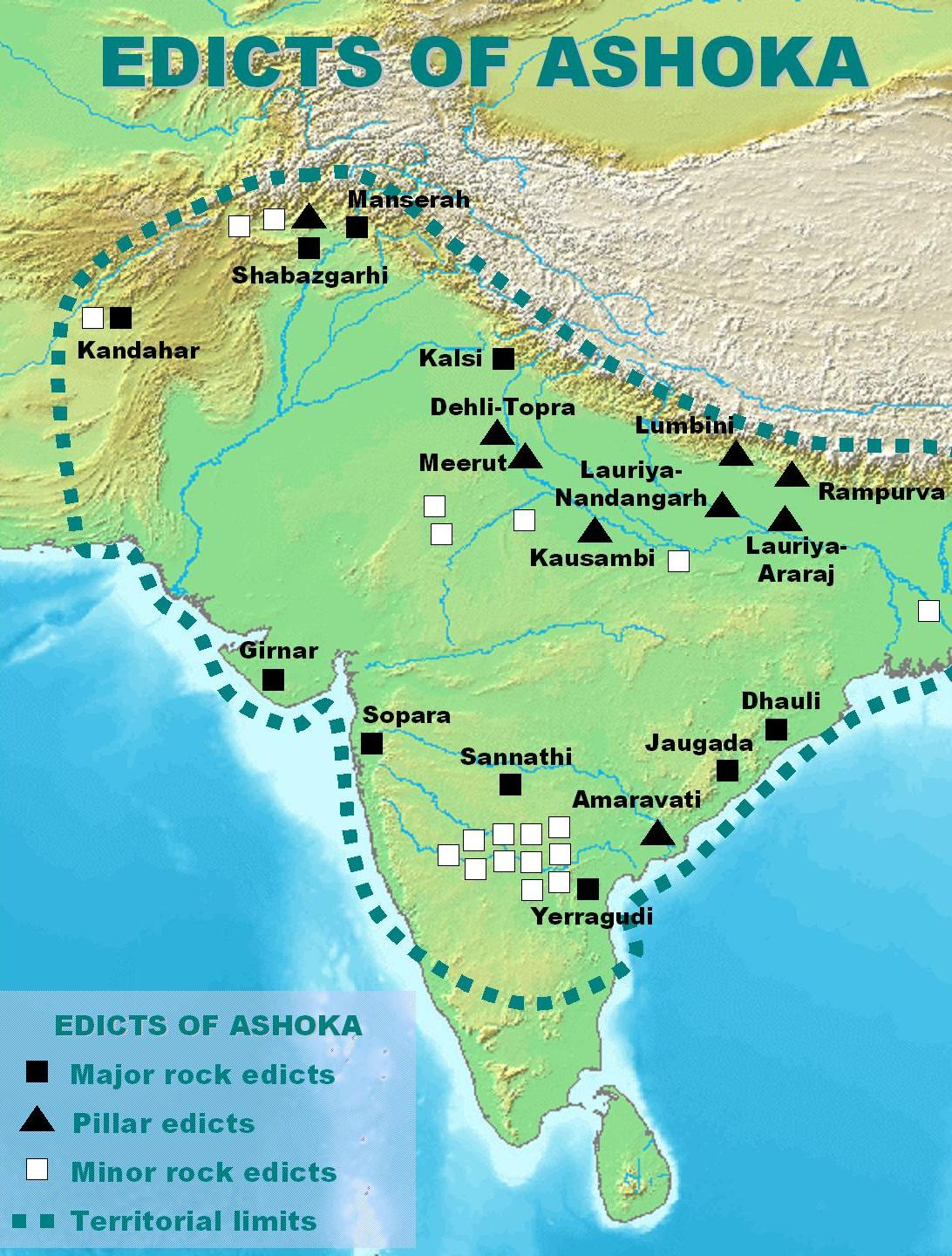
Ashokas edikter

Den indiske kejsaren Ashokas regering dateras till 259–222 f.Kr. Han lät på flera ställen i sitt rike hugga in en ganska omfångsrik ediktsamling i klippor, främst de 14 edikten i flera versioner, nämligen två i trakten av Peshawar i nordvästra Indien (nuvarande Pakistan), en vid Girnar i Gujarat och två i Odisha.
Var och en av dessa versioner är avfattad på olika dialekter, och man har all grund att anta, att detta är den dialekt, som på Ashokas tid i nämnda trakter talades av folket. Med språket i Dhauli- och Jaugadainska versionerna i Odisha överensstämmer väsentligen en redaktion av edikten vid Khalsi vid övre Yamuna och åtskilliga andra inskrifter från samma tid, speciellt de s.k. pelarinskrifterna från Delhi, Allahabad o.s.v., varför man antar, att det representerar Ashokas officiella språk, den dåvarande dialekten (magadhi) i Magadha (omkring mellersta Ganges).